# Jean Brito
Pour les articles homonymes, voir Brito.
 (juillet 2009).
Jan Brito (Jean le Breton, ca. 1415, Pipriac - fl. 1484, Bruges) est le nom sous lequel est connu Jan Brulelou, également appelé le « Gutenberg breton », originaire de Pipriac (près de Redon (Ille-et-Vilaine), mais à l'époque relevant du diocèse de Saint-Malo), et vraisemblablement mort à Bruges où l'on perd sa trace en 1484. Rival obscur de Colard Mansion, il n'en est pas moins l'un des premiers imprimeurs brugeois.

## Biographie
Il quitte la Bretagne pour aller s'établir dans le Hainaut. Il est calligraphe (maistre de le escripture) et écrivain public à Tournai, foyer religieux et artistique important, avant de s'installer à Bruges (Brugge), ville flamande voisine dont il acquiert la citoyenneté en 1455. Le Poortersboek ou Registre de bourgeoisie de Bruges porte en 1455 la mention : de même, le 22 mai, [reçu] de Jan Bortoen, fils de Jan de Pypryac, 13 livres 8 sols parisis. On sait qu'il paye sa cotisation à la guilde de Saint-Jean de 1454 à 1483.
D'après une tradition[Laquelle ?][réf. nécessaire], datant semble-t-il du XVIIIe siècle, il aurait été, avant Johannes Gutenberg, le véritable inventeur de l'imprimerie typographique. Cette revendication a trouvé des défenseurs − en Bretagne et en Flandre − pendant plus d'un siècle, elle est aujourd'hui totalement abandonnée.
Si on ignore à partir de quand il devient typographe, en 1475 et 1476 il est imprimeur d'images sur papier. C'est dans les années suivantes qu'il semble s'être lancé vraiment dans l'impression de livres. Le seul ouvrage imprimé par lui que l'on puisse dater précisément, La Deffense, est d'avril ou mai 1478. Le relevé des filigranes, établi par Jacques Duval, donne pour dates extrêmes aux productions de Brito 1464 et 1483.
Sachant que c'est vers 1445-1450 que Gutenberg a mis au point sa presse à caractères de métal mobiles, et que c'est de 1453 à 1455 qu'il a imprimé le premier livre daté de l'histoire de l'imprimerie européenne, sa fameuse Bible à 42 lignes (d'autres productions non datées ont pu paraître avant), on peut en conclure que s'il n'a pas devancé Gutenberg, Jan Brito vingt ans après demeure l'un des pionniers de l'imprimerie.

## Œuvre
Les Archives de Bruges, de Courtrai (Kortrijk), la Bibliothèque nationale de France et la Bibliothèque nationale d’Écosse possèdent les rarissimes incunables, voire fragments d'incunables, qu'il imprime en français, latin et flamand. La bibliothèque de l'Université de Leyde (Leiden) conserve un manuscrit du XVe siècle, établi à Saint-Séglin (non loin de Pipriac) en 1437, revêtu de la signature de Johannes Brulelou de Priperac. Ce manuscrit (Ms. BPL 138) renferme plusieurs courts traités imprimés par la suite par Jean Brito, ce qui plaide définitivement en faveur de l'identification de Jean Brulelou de Priperac et de Jean Brito de Pypryac.
Jan Brito (Jean Brulelou) a notamment imprimé La Deffense de monseigneur le duc et de madame la duchesse d'Autriche et de Bourgogne, à l'encontre de la guerre que le roi a suscitée, factum contre Louis XI composé dans l'entourage de Maximilien d'Autriche, époux de Marie de Bourgogne depuis 1477.

## Débuts de l'imprimerie en Bretagne
Brito disparaît l'année où l'imprimerie fait son apparition dans le duché, en 1484. C'est en effet en décembre 1484 qu'a fonctionné le premier atelier d'imprimerie breton, à Bréhan, suivi bientôt en 1485 par deux autres ateliers, l'un à Tréguier et l'autre à Rennes, en 1488 par celui de Lantenac (près de La Chèze) où l'on retrouve le prototypographe de Bréhan, Jean Crès ; l'atelier d'Estienne Larchier de Nantes n'ouvrant que huit ans après Bréhan, en 1493.

## Renommée
Portent son nom :
- l'hôtel Jan Brito, à Bruges ;
- le lycée public Jean Brito à Bain-de-Bretagne ;
- des rues, à Pipriac, Redon, Rennes, Bruges, etc. ;
- une imprimerie brugeoise, aujourd’hui disparue, qui s’était placée sous son vocable ;
- la police de caractères Brito, dessinée par Fañch Le Hénaff[2],[3] ;
- les éditions Jean Brito, éditeur de livres d’art à Cancale[4].